# Награда Раваничанин

Награда Раваничанин је награда за изузетан допринос развоју, неговању и очувању српске духовности, културе, традиције и баштине, коју додељује Савет Српске духовне академије из Параћина. Одлука о установљењу и додели признања донета је 10. јуна 2005. године.
Награда је установљена за животно дело, у знак поштовања и сећања на тројицу средњевековних монаха из манастира Раванице, који су се скромно потписивали само као Раваничанин. Скромни монаси су живели и писали, држали лучу писмености, духовности и културе,  потписивали се као Раваничан 1, Раваничанин 2 и Раваничанин 3. Они су оставили не само веома битне историјске податке из тог времена, већ су и сами стварали. Зато смо њима у почаст и славу, одлучили да Српска духовна академија додељује годишње по три признања Раваничанин.
Код доношења одлуке имао се у виду како њихов стваралачки опус тако и неоспоран допринос раду Удружења књижевника Србије. Награду - повељу је пратила и уникатна кристална књига, рад еминентног уметника Србобрана Килибарде, дизајнера Српске фабрике стакла у Параћину, која је и спонзор признања. Због материјалних разлога стаклене скулптуре се више не додељују.

## Добитници награде (по азбучном реду)
Награду „Раваничанин” понели су:
- Радомир Андрић
- Зорица Арсић Мандарић
- Раденко Бјелановић
- Предраг Богдановић Ци
- Дејан Богојевић
- Љубомир О. Вујић
- Миљурко Вукадиновић
- Верољуб Вукашиновић
- Дарко Гајић
- Радован Гајић
- Мајо Даниловић
- Мирослав Димитријевић
- Горан Ђорђевић
- Слободан Жикић
- Братислав Живуловић
- Срба Игњатовић
- Јован Јањић
- Катарина Костић
- Миша Лазар
- Велибор Лазаревић
- Јеремија Лазаревић
- Иван Лаловић
- Мирослав Лукић
- Милета Марковић
- Видак Масловарић
- Милисав Миленковић
- Др Милан Младеновић
- Срђан Новаковић
- Ненад Панајотовић
- Радомир Пантић
- Зоран Петровић
- Васа Радовановић
- Драгомир С. Радовановић
- Борислав Радосављевић
- Владан Ракић
- Слађана Ристић
- Милисав Савић
- Биљана Станисављевић
- Жарко Станковић
- Светолик Станковић
- Мирослав Тодоровић
- Зоран Трифуновић
- Слободан Филиповић
- Мићо Цвијетић
- Бајо Џаковић